# Parasulenus viossati
Parasulenus viossati là một loài bọ cánh cứng trong họ Cerambycidae.